# 藨寄生属
藨寄生属（学名：Gleadovia）是列当科下的一个属，为腐生、肉质草本植物。该属共有6种，分布于喜马拉雅区至中国。

## 下属物种
本属包括以下物种：
- Gleadovia banerjiana Deb
- 贵州藨寄生 Gleadovia guizhouense C. H. Yang & X. Y. Dai[3]
- Gleadovia konyakianorum Odyuo, D.K.Roy & Aver.
- 宝兴藨寄生 Gleadovia mupinensis Hu，也拼作Gleadovia mupinense
- 藨寄生 Gleadovia ruborum Gamble & Prain